# 12
12 (XII) a fost un an obișnuit al calendarului iulian.

## Evenimente
- Annius Rufus este numit prefect de Iudeea.
- Dinastia armeană artaxiadă este învinsă de către romani.
- Germanicus și Gaius Fonteius Capito sunt numiți consuli romani.

## Nașteri
- 31 august: Caligula (Caius Iulius Caesar Augustus Germanicus),  al treilea împărat roman și al treilea membru al dinastiei iulio-claudiene, din 37 (d. 41)

## Decese
- dată necunoscută: Sfânta Ana mama Fecioarei Maria și bunica lui Iisus Hristos (n. 55 î.Hr.)